# House of the Dead 2
La casa de los muertos 2 (House of the Dead 2 en inglés) es una secuela de la película de 2003 The House of the Dead, estrenada el 10 de octubre de 2005. Fue estrenada directamente en la televisión por cable norteamericana, concretamente en el canal Sci-Fi.

## Argumento
Ubicada temporalmente poco después de la original. El profesor Roy Curien (Sid Haig), de la ficticia Universidad de Cuesta Verde, ha logrado dominar y contener una muestra  de "Hyper sapiens", revelado como un sobreviviente de los sucesos de la Isla del Morte. También experimenta con Alicia (Danielle Burgio), otra sobreviviente, tratando de determinar la fuente de su inmortalidad, con aparente indiferencia por el estado podrido de su cuerpo. Cuando logra crear un suero que cree que va a traer a los muertos de vuelta y garantizar la inmortalidad, asesina a uno de sus alumnos y la trae de regreso a su laboratorio. Le corta toda su ropa y luego la inyecta con el suero. Ella vuelve a la vida como zombi e infecta el profesor. A continuación, sale del edificio y comienza a infectar a los estudiantes cuando tratan de ayudarla.
Un mes más tarde, la universidad tiene un brote de pleno derecho, lo cual es confirmado por los equipos de reconocimiento de AMS. Jake Ellis (Ed Quinn), un agente de la AMS, va en busca de su otra colega, Alexandra Morgan (Emmanuelle Vaugier), también conocida como Ruiseñor. Ella estaba en una cita en un restaurante, pero antes de la llegada de Ellis, el cocinero fue mordido por el profesor infectado, y Alexandra se ve obligada a ejecutar a los zombis en el lugar, y luego regresa a la base con Ellis. 
La coronel Jordan Casper (Ellie Cornell) les ordena recuperar una muestra de sangre del espécimen en el campus, advirtiendo que el mismo será atacado con misiles a la medianoche, independientemente de si los agentes están todavía presentes o no. Se les asigna un grupo de género mixto de las Fuerzas Especiales de los Marines de EE. UU. para que les proporcione apoyo. Ellis cuestiona abiertamente la competencia de los soldados, lo que lleva a la fricción entre las dos unidades. A su llegada a la Universidad de Cuesta Verde, los soldados encuentran con zombis. Su miembro más reciente, una privada con sobrepeso que no tiene experiencia en combate se cae al suelo debido al pánico. Un segundo miembro de su equipo se dedica a los zombis, pero su M16A4 se traba. Él y el zombi realizan un combate cuerpo a cuerpo. El zombi es asesinado, pero él logra morder al soldado en la mano. Este intenta ocultar la lesión, pero es descubierto y le cortan el brazo en un intento de detener la infección. Él se transforma en un zombi a pesar de la amputación, y muerde al médico del equipo, y ambos son ejecutados por Ellis. El equipo sigue avanzdo dentro de la universidad.
Comienzan a batallar a través de las hordas de infectados, divididos en dos grupos para buscar zombi original. Dos mujeres soldado, la teniente Alison Henson (Victoria Pratt) y la Privada Maria Rodríguez (Nadine Velazquez), y un soldado masculino, Bart (James Parks), investigan los dormitorios. Irrumpen en un dormitorio femenino donde se encuentran el cuerpo desnudo de un zombi. Bart intenta tomarse una foto con el cadáver, y es picado por un mosquito atrapado en la habitación. Ante el temor de la contaminación, pero no queriendo ejecutar a Bart, que les está amenazando con una pistola, Henson esposa a Bart a un radiador y las dos soldados salen de la habitación, de nuevo a la furgoneta. Mientras tanto, el segundo equipo, incluyendo Ellis y Alexandra, son atacados varias veces. Finalmente, todos los soldados que los estaban escoltando mueren, entre ellos el líder de la unidad, el sargento Griffin (Billy Brown). Se abren camino luchando hacia el laboratorio del profesor donde encuentran al espécimen original, que  sigue encarcelado, así como un par de estudiantes, Lonny (Cam Powell) y Sarah (Mircea Monroe), que habían sobrevivido. Entran al cuarto de confinamiento y extraen la sangre del zombi, pero se ven obligados a matar cuando se libera. Los dos estudiantes, que habían entrado a la sala de confinamiento son rodeados y destrozados por los zombis, y los dos agentes deciden escapar mientras que los zombis alimentan de los cuerpos.
Mientras esto ocurre, Henson y Rodríguez llegar al vehículo de extracción. Allí, se preparan para rescatar a los agentes, pero Rodríguez es mordido por un zombi que estaba encerrado en la parte trasera de la camioneta por el soldado asignado para protegerlo. Henson ejecuta a Rodríguez, y el dúo llega hasta el edificio de ciencias mientras Ellis y Alexandra se abren camino a través de una horda de zombis. Alex y Ellis son salvados por Henson, pero el vial de muestra de sangre se destruye en el proceso. Se ven obligados a dar marcha atrás, con diez minutos antes de que los misiles lleguen al campus, y luchar durante su camino de regreso a la sala de confinamiento. Recuperan un segundo vial, pero Henson es mordida en el tobillo. Ella se queda atrás y se suicida, mientras los agentes escapan antes de la llegada de los misiles. Solo Ellis logra llegar, con Alex viéndose rodeada por los zombis. Al llegar a la camioneta, se encuentra con Bart, quien logró liberarse al amputarse su mano. Amenaza a Ellis a punta de pistola, con el argumento de que podían hacer millones con la ampolla de sangre. Ellis se ve obligado a darle el vial. Bart decide matar a Ellis todos modos, pero Alex, que sobrevivió a los zombis, le dispara por la espalda. Su última acción antes de morir es sacarle el seguro a una granada de mano, destruyendo el vial en el proceso. Los dos agentes logran escapar antes de que los misiles lleguen al campus. Alexandra está herida, pero insegura de si se trata de una mordedura o no. Ellis se niega a ejecutarla, y los dos se dirigen de vuelta a Seattle, encontrando que la infección se ha extendido a la ciudad.

## Reparto
- Emmanuelle Vaugier como Morgan 'Nightingale' Alexandra.
- Ed Quinn como Ellis.
- Sticky Fingaz como Dalton.
- Steve Monroe como O'Conner.
- Victoria Pratt como Henson.
- James Parks Bart como James Jean Parques.
- Billy Brown como Griffin.
- Nadine Velázquez como Rodríguez.
- Mircea Monroe como Sarah Curtis.
- Ellie Cornell como Jordania Casper.
- Jonathan Cherry como Rudy Curien (archivos).
- Danielle Burgio como Alicia / Paciente Cero (archivos).
- Sid Haig como Profesor Curien.

- Datos: Q165986